# 国际法学理论
国际法学理论包括各种理论和方法论方法，用于解释和分析国际公法和国际机构的内容、构成和效力，并提出改进建议。一些方法集中在遵守问题上：为什么国家在没有确保遵守的强制性权力的情况下遵循国际规范。其他方法侧重于国际规则的形成问题：为什么各国在没有世界立法机构的情况下自愿采用限制其行动自由的国际法律规范。
其他观点是以政策为导向的；他们阐述了批评现有规则的理论框架和工具，并就如何改进这些规则提出了建议。其中一些方法是以国内法律理论为基础的，另一些方法是跨学科的，而另一些方法则是专门为分析国际法而制定的。

## 国际关系——国际法方法
法律学者从政治学和国际关系领域的四个主要学派：现实主义、自由主义、制度主义和建构主义，通过跨学科的方法来审视法律规则和制度的内容，以解释法律制度为什么和如何产生，以及为什么它们是有效的。

### 现实主义
现实主义认为，在无政府的国际体系中，国家的主要目标是生存，这使它们有义务最大限度地发挥其相对权力，以维护其领土和生存。由于国际合作只有在符合各国最大限度地提高其权力和生存前景的自身利益的情况下才有可能实现，因此各国不会在规范承诺的基础上寻求合作。根据现实主义法律学者的说法，国家只采用国际法律规范，这些规范要么增强了它们的权力，要么使较弱国家的从属地位正式化，要么它们打算故意违反以利于自己。因此，国际法可能只涉及不影响国家权力或自治的外围问题。因此，对于现实主义者来说，国际法是一个“脆弱的可破裂义务网”。
在现实主义方法中，一些学者提出了一种“强制执行理论”，根据该理论，国际法律规范是有效的，只要它们“公布明确的规则，加强对遵守情况的监督，并将惩罚违规行为的集体程序制度化，从而增强稳定的权力平衡的威慑和强制作用。”

### 自由主义
基于自由国际关系理论，一些学者认为，国家对国际法的立场是由其国内政治决定的，特别是由国内主要个人和群体对法治的偏好的总和决定的。因此，拥有代议制政府的民主国家比非民主国家更有可能接受国内和国际政治的法律规范，也更有可能接受和遵守国际法。此外，民主社会通过一个复杂的国家间、跨国和跨政府关系网联系在一起，因此，它们的外交政策官僚机构和民间社会都有兴趣通过制定和遵守国际法律规范来促进和加强跨国合作。因此，民主国家通过和遵守国际法律规范应该比非民主国家遵守国际法更容易、更和平。

### 理性选择与博弈论
这种法律方法运用经济学理论来确定市场内外行为最大化的法律含义。经济学是研究有限条件下的理性选择。理性选择是个体行动者寻求最大化其偏好的假设。这里使用的大多数经济理论是新古典主义经济学。经济技术包括价格理论，该理论评估行动者之间的战略互动。交易成本经济学，将识别参与者的成本、谈判成本和执行协议的成本纳入价格理论。博弈论可以证明具有最大化行为的参与者可能会如何。

## 以政策为导向的观点

### 纽黑文学校
纽黑文学派是Myres S.McDougal、Harold D.Lasswell和W.Michael Reisman倡导的以政策为导向的国际法观点。其思想渊源在于罗斯科·庞德的社会学法学和美国法律现实主义者的改革野心。从纽黑文方法的角度来看，法理学是一种关于做出社会选择的理论。国际法本身反映了相关社会成员对政府所产生的稳定行为模式的期望。主要的法学和智力任务是制定和应用政策，以维持社区秩序，同时尽可能接近社区的社会目标。纽黑文方法的这些规范性社会目标或价值观包括最大限度地实现共同的社区价值观，如财富、启蒙、技能、幸福、情感、尊重和正直。纽黑文学派法学的目的论目标是将国际法解释为一种创造最低限度世界公共秩序的制度，并在将共同价值观发展为最佳秩序方面不断取得进展。

### 批判法律研究
批判法律研究是20世纪70年代美国兴起的一种法律理论。它作为一种从高度理论化的角度分析国际法的方法存在至今。该方法提出，国际法的性质是有限的，因为它是由语言决定的，语言是有偏见的，仍然停留在传统的政治和权力结构中。批判性法律学者认为，这些权力结构可以在法律语言中存在的二元结构中找到（男性与女性、多数人与少数人等）。这些学者认识到国际法的政治方面，也认为普遍性是不可能的。对这种方法的批评表明，这种激进的做法不可能付诸实施。然而，它成功地推动了其他国际法方法（女权主义、文化相对主义等），因为它对语言的深入分析，以及它所揭示的所有不平衡。

### 中心案例方法
中心案例法是研究人权状况的一种方法。这种做法承认某些普遍权利的存在。它通过构建一个假设的理想情况来分析人权问题，在这个理想情况下应用这些权利，这是一个比较实际情况的标准。然后，中心案例方法调查实际情况与理想（或中心案例）偏离的程度和方式。中心案例方法比传统的二元分析方法更复杂。从二元意义上讲，人权只是受到侵犯或得到维护。这不考虑侵犯人权行为的严重程度，这就造成了一种看似简单化的情况观。
约翰·芬尼斯在评估法律制度时提出了中心案例的概念。如果决策者使用中心案例方法，可以有效防止侵犯人权的行为。除了具体的侵犯人权行为外，它还考虑到一个社会的政治和社会状况。这使它能够发现侵犯人权的趋势以及这些趋势背后的原因。中心案例分析的深度揭示了发生的不同程度的侵犯人权行为，使决策者能够更加紧迫地关注最严重的侵犯人权案件和模式。中心案例方法提供了处于变化状态的情况的准确和灵活的画面。尽管二元评估可以得出人权是否在某个时间点受到侵犯的结论，但中心案例法可以发现不断变化的政治和社会条件和模式，从而对人权状况提供更细致的看法。

### 女权主义法律理论
女权主义法律理论批评了当前的法律词汇和实践，认为它是父权制的，将男性视为规范，将女性视为偏离规范。女权主义理论家建议改变法律语言，使其更包容女性，或者完全重新思考法律，从而有可能促进更广泛的正义和平等的社会目标。

## 参阅
- 国际法
- 法学
- 更高法律规则
- 区域一体化法（英语：Regional integration law）